# Orthophonie
L'orthophonie (ortho : « droit », phonè : « son »), ou logopédie (logos : « parole », paideia : « éducation ») en Belgique et en Suisse, est une profession paramédicale, pratiquée par des orthophonistes uniquement avec prescription médicale en France et au Canada, des logopèdes en Belgique et des logopédistes en Suisse, et liée à un champ d'expertises et de pratiques thérapeutiques spécialisées dans l'évaluation et le traitement des troubles de la communication, de la voix, de la parole, du langage oral et écrit, des troubles de la déglutition, de la motricité bucco-faciale et des troubles de la cognition mathématique. L'orthophoniste peut exercer auprès de patients (ou clients, selon les pays) de tous âges.

## Thérapeute
L'orthophonie est une discipline charnière, qui a un statut paramédical dans certains pays (France, Grande-Bretagne, Italie, Canada, États-Unis, etc.), et plus proche de l'enseignement spécialisé dans d'autres (Allemagne).

## Histoire
Le père de l'orthophonie est Jean Itard qui est aussi l'un des premiers médecins spécialistes de l'otorhinolaryngologie. L'orthophonie est née de la nécessité de prendre en charge les enfants opérés de « becs-de-lièvre ». Puis son domaine d'application s'est élargi jusqu'à englober les troubles de l’articulation et de la parole, de la voix, du langage oral et écrit, et ceux de la communication.
La véritable créatrice de l'orthophonie en France est Suzanne Borel-Maisonny, également fondatrice du premier syndicat national des orthophonistes, devenu la Fédération Nationale des Orthophonistes.
Le statut d'orthophoniste en France est reconnu officiellement depuis la loi du 10 juillet 1964 qui a institué un diplôme national, le Certificat de Capacité d’Orthophonie (CCO),.

## Champs d'intervention
Les troubles concernés par l'intervention des orthophonistes apparaissent à des âges divers, et sont causés par des facteurs d'ordre organique (atteintes ou dysfonctions sensorielles, motrices, neurologiques), ou d'ordre psycho-social (difficultés de développement plus ou moins marquées, carences socio-culturelles).
En fonction de sa législation nationale et de son type d'exercice, l'orthophoniste interviendra dans une part variable des pathologies suivantes :

### Les troubles spécifiques des apprentissages
- les troubles du langage oral chez l'enfant (troubles articulatoires, retards de langage et de parole, souvent plus ou moins associés), ainsi que la dysphasie, plus rare ;
- les troubles du langage écrit, tels que la dyslexie, la dysorthographie et la dysgraphie ;
- les troubles de la cognition mathématique comme la dyscalculie.

### Les handicaps de l'enfant
- les troubles secondaires à une déficience sensorielle (démutisation des enfants sourds, éducation à la lecture labiale, optimisation des aides que sont les prothèses auditives ou Implant cochléaire) ;
- les troubles secondaires aux maladies génétiques, causant des atteintes mentales et neuro-motrices (ex. : trisomie 21, syndrome de l'X fragile) ;
- les troubles secondaires aux atteintes neurologiques en période anté et péri-natale (ex. : infirmité motrice cérébrale (IMC), Exposition prénatale à l'alcool[5]) ;
- les troubles secondaires aux troubles envahissants du développement (ex. : autisme) ;
- les troubles secondaires aux malformations congénitales de la face (ex. : fente vélo-labio-palatine) ;
- l'aphasie, la dysphagie et la dysarthrie, causées par diverses atteintes neurologiques, avec défaillance du système nerveux périphérique et/ou central (SNC).

### Les troubles de la voix, de la parole, de la déglutition
- le bégaiement, trouble de la fluence ;
- la dysphonie et la dysodie, causées par l'atteinte organique ou fonctionnelle du larynx ;
- les troubles dans le cadre d'un traitement interceptif d'orthodontie (respiration-déglutition-phonation) ;
- la rééducation tubaire ;
- les dysphagies.

### Les handicaps de l'adulte
- l'éducation à la voix œsophagienne ou trachéo-œsophagienne dans les séquelles de chirurgie laryngée ;
- les troubles causés par les séquelles traumatiques ou chirurgicales dans la région bucco-faciale ;
- les troubles de langage, de parole et de déglutition causés par une dégénérescence des structures cérébrales (maladie d'Alzheimer, maladie de Parkinson, sclérose en plaques, sclérose latérale amyotrophique) ;
- les troubles de la communication chez les personnes présentant une aphasie.

## Cadre de travail
Les orthophonistes exercent à titre indépendant ou salarié dans différentes structures : 
- en cabinet et éventuellement à domicile ;
- dans les établissements de soins ou d'éducation spécialisés ;
- dans les consultations pédiatriques ou médico-psychologiques ;
- dans les hôpitaux et centres de rééducation médicalisés ;
- dans les maisons de retraite, etc.
- par visio conférence en cas d'éloignement géographique (téléorthophonie)

L'intervention s'articule toujours en deux temps : une phase d'évaluation (bilan), puis une phase de rééducation (traitement proprement dit).
L'orthophonie s'appuie sur des stratégies rééducatives (qui visent à contrôler et/ou stimuler la fonction déficiente), mais aussi compensatoires (ex. : moyens de communication alternatifs, logiciels de dictée vocale...) et palliatives. Ce travail s'envisage dans la durée (semaines, mois, voire années) ; il n'est rendu possible que par une alliance thérapeutique de qualité et une motivation suffisante du patient et/ou de l'entourage familial.
Le suivi peut s'effectuer en séances individuelles (avec le patient seul, ou le patient et un membre de sa famille) ou en séances de groupe.

## Formalités pour le patient

### En Belgique
Avant de commencer tout traitement logopédique, plusieurs démarches s'avèrent nécessaires en vue de la mise en place du dossier de l'enfant :
1. visite chez le médecin prescripteur qui prescrit un bilan logopédique ;
2. bilan logopédique effectué par le ou la logopède ;
3. deuxième visite chez le médecin prescripteur qui prescrit des séances de rééducation logopédique en fonction des observations et du bilan logopédique ;
4. envoi des documents à la mutuelle pour bénéficier d'un remboursement éventuel.

Les demandes sont retenues lorsqu'une rééducation s'impose, notamment pour des enfants ayant un retard de plus d'un an (pour les dyslexies-dysorthographies, l'INAMI donne le remboursement quand le retard de langage est de deux ans ou plus). Cependant, les critères d'acceptation varient selon les organismes. Il est donc préférable de contacter sa mutuelle avant toute chose afin de connaître avec précision les documents à faire remplir (le PMS peut, dans le cadre de rééducation d'enfants en âge scolaire, avoir à remplir un document attestant de la nécessité de prise en charge logopédique) et à renvoyer pour bénéficier du remboursement des séances de logopédie.

### En France
Pour accéder à l'orthophoniste, libéral ou salarié, il est nécessaire qu'un bilan orthophonique soit prescrit par un médecin.
La mention « bilan orthophonique et rééducation si nécessaire » spécifiée sur l'ordonnance lui permet de planifier directement les séances selon les besoins. Une demande d'accord préalable sera alors envoyée à l'assurance-maladie du patient qui rembourse tout ou partie des séances (généralement 60 % des actes).
La mention « bilan d'investigation » rend nécessaire une deuxième consultation médicale afin que le médecin prescrive les séances d'orthophonie.
Dans tous les cas, au terme du bilan, l'orthophoniste rédige un compte rendu contenant le diagnostic, le plan de soins et si besoin les indications d'examens complémentaires, qu'il transmet au médecin prescripteur.

### Au Québec
Pour accéder à l'orthophoniste dans une clinique privée, aucune prescription n'est nécessaire. L'usager peut aller s'inscrire à la clinique, soit par téléphone ou en ligne. Ces services sont généralement couvert par les assurances[réf. nécessaire].
Pour avoir accès à des services en orthophonie dans le secteur public, le parent doit inscrire son enfant au CISSS ou CIUSSS de leur région. La porte d'entrée pour ce type de service se fait via le programme Agir Tôt. Le temps d'attente pour obtenir une consultation en orthophonie varie de 8 à 24 mois, selon les régions. Plusieurs modalités de service sont offertes, comme des stratégies données aux parents sous forme de formation ou des rencontres de groupe. Ce service est couvert par la RAMQ.

## Formation

### En France
La profession d'orthophoniste est réglementée. Elle est organisée autour de 2 syndicats professionnels, la FOF Fédération des Orthophonistes de France et la Fédération Nationale des Orthophonistes (FNO), seul syndicat représentatif de la profession. Pour l'exercer, il faut être titulaire du Certificat de Capacité d'Orthophoniste (CCO). Ce diplôme s'obtient après cinq ans d'études dans une unité de formation et de recherche (UFR) de sciences médicales ou de techniques de réadaptation et la présentation d'un mémoire de fin d'études. Le 25 janvier 2013, le ministère de la santé ainsi que celui de l'enseignement supérieur ont accordé le grade Master aux études d'orthophonie,. Depuis la rentrée de septembre 2013, les études s'effectuent en cinq années, au lieu de quatre auparavant (depuis 1986).
Durant cinq ans, les élèves alternent cours théoriques et stages :
- 1 500 heures sont consacrées aux sciences du langage et de l'audition, à la psychologie, la neuropsychologie, la psychiatrie, la gérontologie, la neurologie et la pathologie, les méthodes de bilan et de rééducation des différentes pathologies, la déontologie professionnelle et la législation ;
- 1 200 heures de stages d'observation puis de participation auprès de différentes populations (crèches, maison de retraite, milieu scolaire, cabinets libéraux, institutions et secteur hospitalier).

#### Conditions d'accès
Aucune limite d'âge n'est imposée, les études pouvant s'entreprendre après une précédente formation ou une réorientation, mais un examen d'aptitude sélectif (en raison d'un numerus clausus établi chaque année) sanctionne l'entrée en formation d'orthophonie. Seuls 3 % à 6 % des candidats (selon les centres de formation) sont admis à l'issue du concours.
Depuis 2020, l'admission en orthophonie se déroule sur Parcoursup, avec une étude des dossiers avant un oral d'admission.
Pour pouvoir s'inscrire, les candidats doivent justifier du baccalauréat ou du DAEU (Diplôme d'Accès aux Études Universitaires) ou d'un titre français admis en dispense du baccalauréat ou d'un titre étranger sanctionnant une formation d'un niveau au moins égal à celle sanctionnée par le baccalauréat français ; la décision d'admission est alors prise par le président de l'université.

#### Départements universitaires de formation
Il existe vingt départements universitaires de formation en orthophonie en France au sein des facultés de Médecine dont les dates de concours peuvent être les mêmes, ce qui oblige les candidats à faire des choix. Le Centre de Formation de Clermont-Ferrand a ouvert pour la rentrée 2016 et celui de Brest a accueilli 25 étudiants à la rentrée 2018. L'université de Rennes accueillera sa première promotion en 2019.
| Villes           | Nombre d'étudiants | Date du concours |
| Amiens           | 30                 | 28 février 2018  |
| Besançon         | 28                 | 19 décembre 2017 |
| Bordeaux         | 36                 | 8 février 2018   |
| Brest            | 25                 |                  |
| Caen             | 32                 | 8 décembre 2017  |
| Clermont-Ferrand | 25                 | 5 avril 2018     |
| Lille            | 90                 | 10 mars 2018     |
| Limoges          | 20                 | 10 mars 2018     |
| Lyon             | 100                | 1er février 2018 |
| Marseille        | 38                 |                  |
| Montpellier      | 35                 | 22 mars 2018     |
| Nancy            | 40                 | 12 avril 2018    |
| Nantes           | 45                 | 14 décembre 2017 |
| Nice             | 32                 | 23 février 2018  |
| Paris            | 120                | 26 mars 2018     |
| Poitiers         | 25                 | 24 mars 2018     |
| Rouen            | 30                 | 24 mai 2018      |
| Strasbourg       | 35                 |                  |
| Toulouse         | 38                 | 23 février 2018  |
| Tours            | 50                 | 3 février 2018   |

### Au Québec
Pour pratiquer l'orthophonie et se déclarer orthophoniste, il faut faire partie de l'Ordre des Orthophonistes et Audiologistes du Québec (OOAQ). Pour ce faire, on doit d'abord obtenir un diplôme de deuxième cycle universitaire (maîtrise). Six universités, dont deux en Ontario, le délivrent : l'Université de Montréal (maîtrise), l'Université Laurentienne (qui offre aussi le programme de baccalauréat), l'Université Laval, l'Université du Québec à Trois-Rivières, l'Université d'Ottawa ainsi que l'Université McGill, (maîtrise en anglais).

## Salaires et débouchés

### En France
Concernant les salaires des orthophonistes en France, il faut compter en moyenne 2 200 euros pour un libéral et de 1 400 à 2 300 euros bruts pour un salarié (chiffres de 2009). Les chiffres de 2017 sur le marché ouvert de l'emploi font état de 1 630 euros net par mois en moyenne.

### Au Québec
Il y a 3359 orthophonistes membres de l'Ordre des orthophonistes et audiologistes du Québec (OAAQ) en 2024. Il y a actuellement une pénurie de main d'œuvre sur ce métier, avec 11 400 enfants en attente de traitement. 
Le salaire moyen des orthophonistes au Québec dans le secteur privé est supérieur  à celui du public en début de carrière. Après 10 ans d'expérience, il est supérieur dans le public, avec une moyenne annuelle 2024 d'environ 93 500 $, contre 84 009 $ dans le privé. 